# Новолатовка
Новолатовка (укр. Новолатівка) — село,
Новолатовский сельский совет,
Широковский район,
Днепропетровская область,
Украина.
Код КОАТУУ — 1225885504. Население по переписи 2001 года составляло 675 человек .
Является административным центром Новолатовского сельского совета, в который, кроме того, входят сёла
Новосёловка,
Ингулец,
Латовка,
Стародобровольское и ликвидированное село
Новопетровка.

## Географическое положение
Село Новолатовка находится на левом берегу реки Ингулец,
выше по течению на расстоянии в 1,5 км расположено село Новосёловка,
ниже по течению на расстоянии в 2,5 км расположено село Ингулец,
на противоположном берегу — село Стародобровольское.
Рядом проходит автомобильная дорога Т-0418.

## История
- В 1961 году совхоз «Латовка» был укрупнён за счёт двух колхозов — им. Чкалова и «Червоный лан» и одновременно началось строительство южнее Новосёловки нового села. Это место стали называть «Стройка», затем посёлком совхоза «Латовка», а потом — Новолатовка.
- 2003 год — изменён статус с посёлка на село и в него перенесён административный центр Новолатовского сельского совета.

## Экономика
- ФХ «Элита».

## Объекты социальной сферы
- Школа.
- Фельдшерский пункт.